# فيليس بنيس
فيليس بنيس (بالإنجليزية: Phyllis Bennis) هي صحفية يهودية أمريكية، ولدت في 19 يناير 1951.
تركز فيليس على القضايا المتعلقة بالشرق الأوسط والأمم المتحدة، وهي منتقدة قوية لإسرائيل والولايات المتحدة. ألفت كتاب بعنوان: من الحجارة إلى الدولة: الانتفاضة الفلسطينية عام 1990.
ظهرت بينيس في الفيلم الوثائقي الحائز على جائزة عام 2007 "الاحتلال 101"، شاركت نعوم تشومسكي في المؤتمرات، . كذلك شاركت في مؤتمرات رعاها مركز سبيل لاهوت التحرير المسكوني.

## وصلات خارجية
- فيليس بنيس على موقع IMDb (الإنجليزية)
- فيليس بنيس على موقع إن إن دي بي (الإنجليزية)